# Diphyus dakota
Diphyus dakota är en stekelart som först beskrevs av Cresson 1867.  Diphyus dakota ingår i släktet Diphyus och familjen brokparasitsteklar. Inga underarter finns listade i Catalogue of Life.